# Boeing 2707
Boeing 2707 blev udviklet som det første amerikanske supersoniske transportfly (SST). Efter at have vundet konkurrencen om en statsfinansieret kontrakt om at bygge en amerikansk SST begyndte Boeing udviklingen på sine fabrikker i Seattle i delstaten Washington i USA. Stigende omkostninger og manglen på et klart marked førte til, at projektet blev opgivet i 1971 før to prototyper var afsluttet.

## Udvikling

### Tidlige studier
Boeing havde arbejdet på en række små SST-undersøgelser siden 1952. I 1958 etablerede firmaet et permanent forskningsudvalg, som voksede til en omsætning på 1 million USD i 1960. Udvalget foreslog en række alternative design, alle under navnet model 733. De fleste af de foreslåede design havde en stor deltavinge, men i 1959 fremkom et andet design som en udløber af Boeing's deltagelse i TFX-projektet, fly med bevægelige vinger.
Kort efter at han overtog embedet pålagde præsident John F. Kennedy Federal Aviation Administration (FAA) opgaven med at udarbejde en rapport om de nationale luftfartsmål i USA indtil 1970. Undersøgelsen udsprang i kølvandet af en række foruroligende ulykker, som havde ført til opfattelsen af, at luftfartsindustrien var en døende branche. To projekter blev startet op: Project Beacon om nye navigationssystemer og flyvekontrol, og Project Horizon om avancerede udviklingstendenser indenfor civil luftfart. Projekterne førte blandt andet til anbefalinger om at fremme SST, og det blev fremført, at det ville være et alvorligt tilbageslag for luftfartsindustrien i USA, hvis man ikke gik ind på SST-markedet. Anbefalingerne blev mødt med skepsis af de fleste andre. Kennedy havde sat Lyndon Johnson på opgaven med SST, og han søgte rådgivning hos forsvarsminister Robert McNamara, som var stærkt kritisk over for SST-projektet og kritiserede forudsigelserne om konsekvenser for luftfartsindustrien, men han arbejdede for yderligere studier grundet bekymring for at projektet ville blive overdraget til det amerikanske forsvarsministerium.
SST's grundlæggende koncept var, at man på grund af høj hastighed ville kunne flyve flere ture end normale underlydspassagerfly og dermed forøge udnyttelsesgraden, men dette skulle ske med markant større brændstofforbrug. Hvis brændstofpriserne steg dramatisk ville SST-fly ikke være konkurrencedygtige.

### Concorde
I midten af 1962 blev det klart, at indledende drøftelser samme år mellem Bristol Aeroplane Company og Sud Aviation om en fusion af deres SST-projekter var mere seriøse end man oprindelig havde troet, og i november 1962 blev Concorde-projektet offentliggjort. På trods af marginalt økonomisk grundlag havde nationale og politiske interesser ført til bred støtte til projektet, især fra Charles de Gaulle. Concorde-projektet førte til en bølge af panik i andre lande, da det var den udbredte opfattelse, at næsten alle fremtidige passagerfly til kommercielt brug ville være overlydsfly, og det lod til at europæerne ville starte med et stort forspring. Som om dette ikke var nok, blev det snart kendt, at man i Sovjetunionen også arbejdede på et lignende design.
Tre dage efter Concorde-bekendtgørelsen skrev chefen for Federal Aviation Administration til præsident Kennedy og advarede om, at hvis USA ikke øjeblikkeligt startede sit eget SST-program, så ville USA miste 50.000 arbejdspladser, 54 mia. USD i indtægter og 3 mia USD i reserver, når amerikanske flyselskaber vendte sig mod udenlandske leverandører af SST-fly. En rapport fra udvalget Supersonic Transport Advisory Group anbefalede på baggrund af europæernes førende position på området, at man arbejdede med et endnu mere avanceret design, dvs. højere hastighed, med bedre økonomi. Designudgangspunktet skulle være et fly med en hastighed på Mach 3 og en rækkevidde på 3.800 km, så det indenlandske marked i USA kunne dækkes. Udvalget vurderede også, at det var umuligt at bygge en model, der kunne klare transatlantisk transport og have modellen klar på samme tid som europæerne. Derfor blev det transatlantiske marked helt overladt til de europæiske producenter.
På trods af højlydt modstand, spørgsmål om de tekniske krav og meget negative rapporter om den økonomiske bæredygtighed, samlede SST-projektet stærk opbakning fra erhvervslivet og FAA. Johnson anmodede præsidenten om 100 mio. USD til at finansiere det såkaldte FY64-projekt, som kunne være blevet forsinket, men i maj måned 1963 meddelte Pan Am, at man havde indgået en aftale om Concorde-optioner. Juan Trippe havde lækket information tidligere samme måned om at man ikke ville ignorere SST-markedet, og man at man ville købe fly fra Europa om nødvendigt.
Kennedy lancerede USA's National Supersonic Transport-program den 5. juni 1963 i en tale på US Air Force Academy.

### Designkonkurrence
Anmodninger om designforslag blev sendt til flyfabrikanterne Boeing, Lockheed og North American hvad angik selve flyene, samt til Curtiss-Wright, General Electric og Pratt & Whitney om forslag til motorer. FAA anslog, at der ville være et marked for 500 SST-fly i 1990. Selv om man endnu ikke havde besluttet sig for et design begyndte ordrerne med det samme at strømme ind fra flyselskaberne. De første design blev sendt til FAA den 15. januar 1964.
Boeings forslag var grundlæggende det samme som designet til model 733 med variabel pilgeometri, som var udarbejdet i 1960, det blev officielt kaldt model 733-197, men var også kendt under navne som 1966 model og model 2707. Den sidste benævnelse blev den kendte i offentligheden, mens Boeing blev ved med at anvende 733-nummeret. Designet lignede det design, som bombeflyet B-1 Lancer senere fik med den forskel, at de fire motorer var monteret i hver sin motornacelle og ikke placeret parvis som på Lancer'en. Vingens længde var næsten lige lang som kabineområdet, der hvor den mødte flyskroget, og flyet havde et meget mere stumpet udseende end de senere modeller. Vingerne havde større for- og bagkantsflaps, hvilket gav samme opdrift ved lavere hastighed. Det reducerede behovet for motorkraft under start og minimerede dermed den støj, der blev dannet under stigning. Forslaget omfattede også en forlængelse af flykroppen, som forøgede kapaciteten fra de normale 150 siddepladser til 227.
Lockheeds forslag, CL-823, var mere eller mindre en forlænget Concorde. Ligesom Concorden havde modellen en lang og tynd flykrop med motorer i kapsler under vingen og en forbundet deltaform. CL-823'eren havde ikke løftemekanismer på vingerne og afhang derfor alene af motorkraft og lange startbaner ved starter, hvilket ville resultere i et stort støjniveau. Den største forskel i designet var, at motorerne havde egne kapsler, og ikke var placeret parvis. CL-823-modellen var den største af konkurrencemodellerne, og havde 218 siddepladser.
North American NAC-60-modellen var ikke overraskende en opskaleret B-70 med en mindre tilspidset flykrop og en ny deltavinge. Designet fastholdt en højtmonteret canardvinge og det boks-lignende motorområde under flykroppen. Sammenlignet med andre design gav den afrundede næseprofil og det mere cylinderformede tværsnit NAC-60'eren et betydeligt mere almindeligt udseende. Det betød også, at flymodellen fløj langsommere, med en maksimal hastighed på Mach 2,65. Forkantsflapsene på vingerne sænkede landingsvinklen så meget, at det ikke var nødvendigt med en flynæse, der kunne sænkes.
I udvælgelsen blev NAC-60'eren og Curtiss-Wright fravalgt, og både Boeing og Lockheed blev anmodet om at udarbejde SST-modeller, som kunne opfylde FAA's stadig større krav, og gøre brug af et af de tilbageblevne motordesign. I november blev endnu en designgennemgang gennemført, og denne gang havde Boeing sit oprindelige design til en model med 250 siddepladser, model 733-290. På grund af bekymring om jetudstødningen blev de fire motorer flyttet nedunder et forstørret haleplan. Når vingerne var i deres tilbagetrukne position, dannede de sammen med haleplanerne to store deltaformede vinger.
Begge virksomheder blev anmodet om betydeligt mere detaljerede design, som kunne præsenteres til endelig udvælgelse i 1966, og da Boeing blev spurgt om dette, var firmaets udgave af designet model 733-390 med 300 siddepladser. Både Boeings design og Lockheeds L-2000 blev præsenteret i september 1966 med fuldskala mock-upmodeller. En lang gennemgang af forslagene fulgte, og den 31. december 1966 blev det bekendtgjort, at Boeing havde vundet konkurrencen. Boeings model ville få General Electric GE4/J5-motorer. Lockheeds L-2000 var blevet bedømt til at være lettere at producere og som mindre risikabel, men dens formåen var lidt lavere og støjniveauet lidt højere.

### Tilpasning af designet
390-modellen ville have været en avanceret flymodel, også selv om det havde været et underlydsfly. Det var et af de første wide-body-design, med siddepladser i rækker af 2-3-2 stole, hvor flyet var bredest  i en flykrop, der var betragteligt bredere end passagerfly i drift på det tidspunkt. SST mock-up-modellen havde bagagehylder til mindre objekter over sæderne og større bagageområder mellem flyets sektioner. I turistklassekabinen med 247 siddepladser bestod underholdningssystemet af fjernsyn ved hver sjette række, som kunne foldes op i bagagehylden. I førsteklassekabinen med 30 siddepladser var der for hvert par stole et mindre fjernsyn i konsollen mellem sæderne. Vinduerne var kun 15 cm store på grund af trykket, der fremkom ved den store højde, flyet ville flyve i, men den indre ramme var 30 cm stor for at give en størrelsesillusion.
Boeing anslog, at hvis der blevet grønt lys, så kunne fremstillingen af SST-prototyperne begynde i begyndelsen af 1967 og den første flyvning kunne finde sted i starten af 1970. Produktion af egentlige flymodeller kunne påbegyndes i begyndelsen af 1969 med flytest i slutningen af 1972 og certificering i midten af 1974.
En større ændring i designet kom, da Boeing tilføjede canardvinger bag næsen, hvilket tilføjede vægt. Boeing stod også over for uoverstigelige problemer med vægt grundet den variable vinge, og designet var ikke i stand til at opnå den tilstrækkelige rækkevidde. Forlængelse af flykroppen (som ville have været den længste, som nogensinde var bygget) kunne besværliggøre styringskontrollen. I oktober 1968 blev virksomheden endelig nødt til at gå bort fra den variable vinge.  Boeings designteam valgte i stedet en fast deltaformet vinge. Det nye design var mindre, med plads til 234 passagerer, og kaldtes model 2707-300. Man begyndte arbejdet på at lave en fuldskala mock-up og to prototyper i september 1969, to år efter planen.

### Miljøbekymringer
På dette tidspunkt var modstand mod projektet ved at blive mere udtalt. Miljøforkæmpere var den mest dominerende modstandergruppe, og fremførte bekymring for en mulig formindskelse af ozonlaget på grund af flyets store flyvehøjde, og bekymring for støj ved lufthavne og overlydsbrag
Den sidste bekymring blev et betydeligt samlingspunkt. Under test i 1965 af det supersoniske bombefly XB-70 nær Oklahoma City havde området med støj fra overlydsbrag en maksimal bredde på 25 kilometer, men ikke desto mindre var der fremkommet 9.594 klager om skader på bygninger, 4.629 formelle skadeskrav og 229 krav om erstatning på i alt 12.845,32 USD, mestendels på grund af smadret glas og revnet puds.

### Besparelser i den offentlige finansiering
I marts 1971 afslog USA's senat at tildele projektet yderligere finansiering på trods af stærk støtte fra præsident Richard Nixons administration. En modbevægelse blev skabt under navnet "National Committee for an American SST", som opfordrede sine støtter til at indsende 1 dollar for at holde programmet i live. Herefter strømmede det ind med støttebreve fra flyentusiaster, som indeholdt næsten 1 mio. USD i tilskud. Fagforeningerne støttede også SST-projektet, da de frygtede, at afslutningen på både Vietnamkrigen og Apollo-programmet ville medføre massearbejdsløshed i luftfartssektoren. Formanden for AFL–CIO George Meany fremførte, at USA allerede havde tabt kapløbet for udvikling af et førstegenerations SST-fly, men at USA samtidig burde gå ind i konkurrencen om andengenerations SST-fly til brug i 1980'erne og 1990'erne.
På trods af den genvundne støtte stemte også Repræsentanternes Hus for en afslutning af økonomisk støtte til SST-programmet den 20. maj 1972. På det tidspunkt var der 115 forudbestillinger fra 25 flyselskaber, mens Concorden havde 74 ordrer fra 16 kunder. De to prototyper blev aldrig gjort færdige. På grund af tabet af et antal statskontrakter og en nedtur på markedet for luftfart reducerede Boeing sin medarbejderstab med mere end 60.000 personer.

## Forudbestillinger
Pr. oktober 1969 havde 26 flyselskaber afgivet 122 forudbestillinger på Boeing SST-fly.
- Aer Lingus (2)
- Aeronaves de México (2)
- Air France (6)
- Air India (3)
- Alitalia (6)
- American Airlines (6)
- BOAC (6)
- Braniff Airways (2)
- Canadian Pacific (3)
- Continental Airlines (3)
- Delta (3)
- Eastern (3)
- El Al (2)
- Iberia (3)
- Japan Airlines (5)
- KLM (3)
- Lufthansa (3)
- Northwest Airlines (4)
- Pakistan International Airlines (2)
- Pan American World Airways (15)
- Qantas (6)
- Trans America (2)
- Trans World Airlines (10)
- United Airlines (6)
- World Airways (3)

## Specifikationer
|                       | Boeing 2707-200                                |
| --------------------- | ---------------------------------------------- |
| Samlet længde         | 93,27 m                                        |
| Vingespænd            | 54,97 m ved 20° vinkel, 32,23 m ved 72° vinkel |
| Samlet højde          | 14,10 m                                        |
| Tom vægt              | 130,4 ton                                      |
| Lastet vægt           | 306 ton                                        |
| Maksimal landingsvægt | 200 ton                                        |
| Maksimal hastighed    | Mach 2,7 (2.900 km/t)                          |
| Aktionsradius         | 2.840 km med 277 passagerer                    |
| Krævet startlængde    | 1.700 m                                        |
| Krævet landingslængde | 2.000 m                                        |